# Josep Rubio (músic)
Josep Rubio va ser un músic i cantaire castellonenc que va nàixer a Benassal (País Valencià) a finals del S.XV.
Va entrar a cantar a la catedral de València al novembre de 1702 i va acabar aquesta feina a l'agost de 1705. En aquell moment el mossèn era Joan Miralles. Poc després, va marxar de València a Barcelona, on va seguir treballant de cantaire de la ma de Juan Miralles.